# Typhlotanais dubius
Typhlotanais dubius är en kräftdjursart som beskrevs av Ludmila Tzareva 1982. Typhlotanais dubius ingår i släktet Typhlotanais och familjen Nototanaidae. Inga underarter finns listade i Catalogue of Life.